# Břečťan
Břečťan (Hedera) je rod obsahující 12–15 druhů popínavých stálezelených rostlin a dřevin z čeledi aralkovitých, které se vyskytují v západní, střední a jižní Evropě, Makaronésii, severozápadní Africe a napříč středo-jižní Asií na východ až k Japonsku a Tchaj-wanu.

## Popis

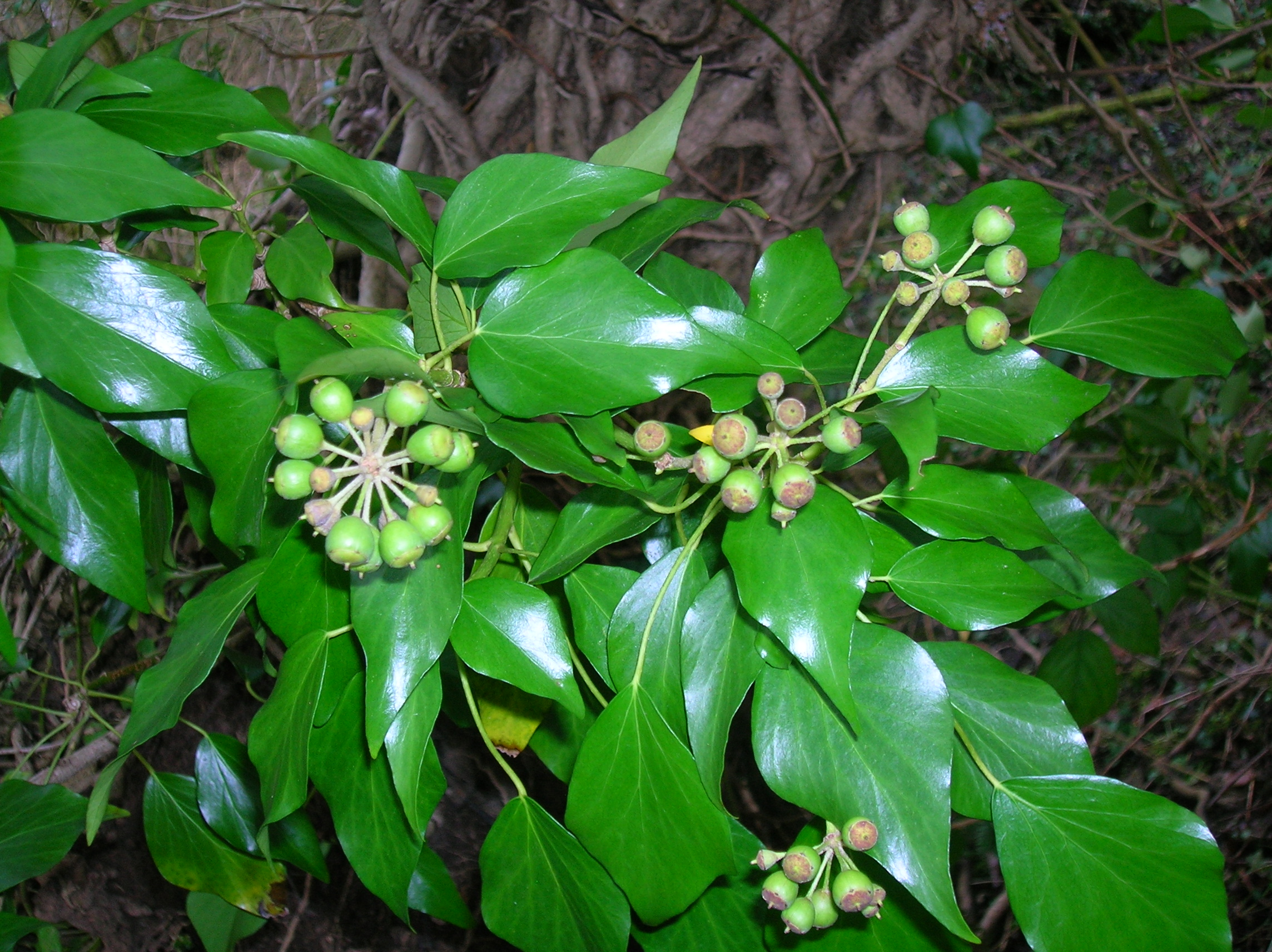
Dospělé listy a nezralé plody břečťanu popínavého v Ayrshire ve Skotsku

Rostliny zůstávají na zemi plazivé a nepřekračují výšku 5–20 cm. Na povrchu vhodném pro šplhání, nevyjímaje stromy, přírodní skalky nebo člověkem vytvořené stavby, ať už dřevěné či kamenné, se mohou vyšplhat až 30 metrů nad zem.
Břečťany mají dva typy listů, dlanitě laločnaté určené k plazení nebo šplhání a srdčité listy na stoncích s květy, které mají volný přístup k slunečnímu záření, často vysoko v korunách stromů nebo na povrchu skalek 2 a více metrů nad zemí. Mladé a již dospělé výhonky se také liší, mladší jsou mnohdy užší, ohebné, popínající se menšími vzdušnými kořeny k povrchu, aby upevnily výhonek k podkladu (ať už ke kůře stromů nebo kameni), pozdější výhonky jsou již schopné se udržet samy, a proto nepotřebují pomocné kořeny.
Samotné na nektar velmi bohaté květy jsou zeleno-žluté s pěti malými okvětními lístky, vyrůstají v okolíku od podzimu do zimy. Plody, které dozrávají obvykle mezi koncem zimy a počátkem jara, bývají zelené až černé, tmavě fialové nebo (vzácně) žluté bobule o průměru 5-10 milimetrů s jedním až pěti semeny. Bobule pak slouží jako potrava pro ptactvo, které roznáší do okolí semínka společně s trusem.
Jednotlivé druhy se liší především tvary listů, velikostí (hlavně u mladých lístků) i strukturou trichomů a v neposlední řadě nuancemi v barvě květů a plodů. Počet chromozomů se také liší mezi jednotlivými druhy, základní diploidní počet je 48, zatímco některé jsou tetraploidní s 96 a další hexaploidní se 144 a někdy až oktaploidní se 192 chromozomy.

## Ekologie
Břečťany se přirozeně vyskytují v oblasti Eurasie a severní Africe, některé druhy byly ale dovlečeny i do severní Ameriky, kde jsou řazeny mezi invazivní druhy. Speciace břečťanu začala pravděpodobně u Středozemního moře. Šíří se převážně pomocí ornitochorii.
Hlavní ekologický význam břečťanů spočívá v produkci nektaru a plodů, přičemž oboje produkuje v době, kdy ostatních zdrojů plodů, či nektaru nedostatek. Kupříkladu včela druhu Colletes hederae je kompletně závislá na břečťanech a celý její životní cyklus je s nimi provázán. Plody břečťanu slouží jako potrava pro mnoho ptáků, mezi ně například patří drozdovití,pěnicovití a měkkozobí, naopak listy slouží jako potrava pro larvy některých druhů motýlů, kupříkladu blýskavce mramorované, blýskavce ostružníkové,osenici černolemé, žlutokřídleci střemchovému (který se živí výhradně na břečťanech), zejkovci dvojzubému, zejkovci bezovému a různorožci trnkovému.

## Taxonomie

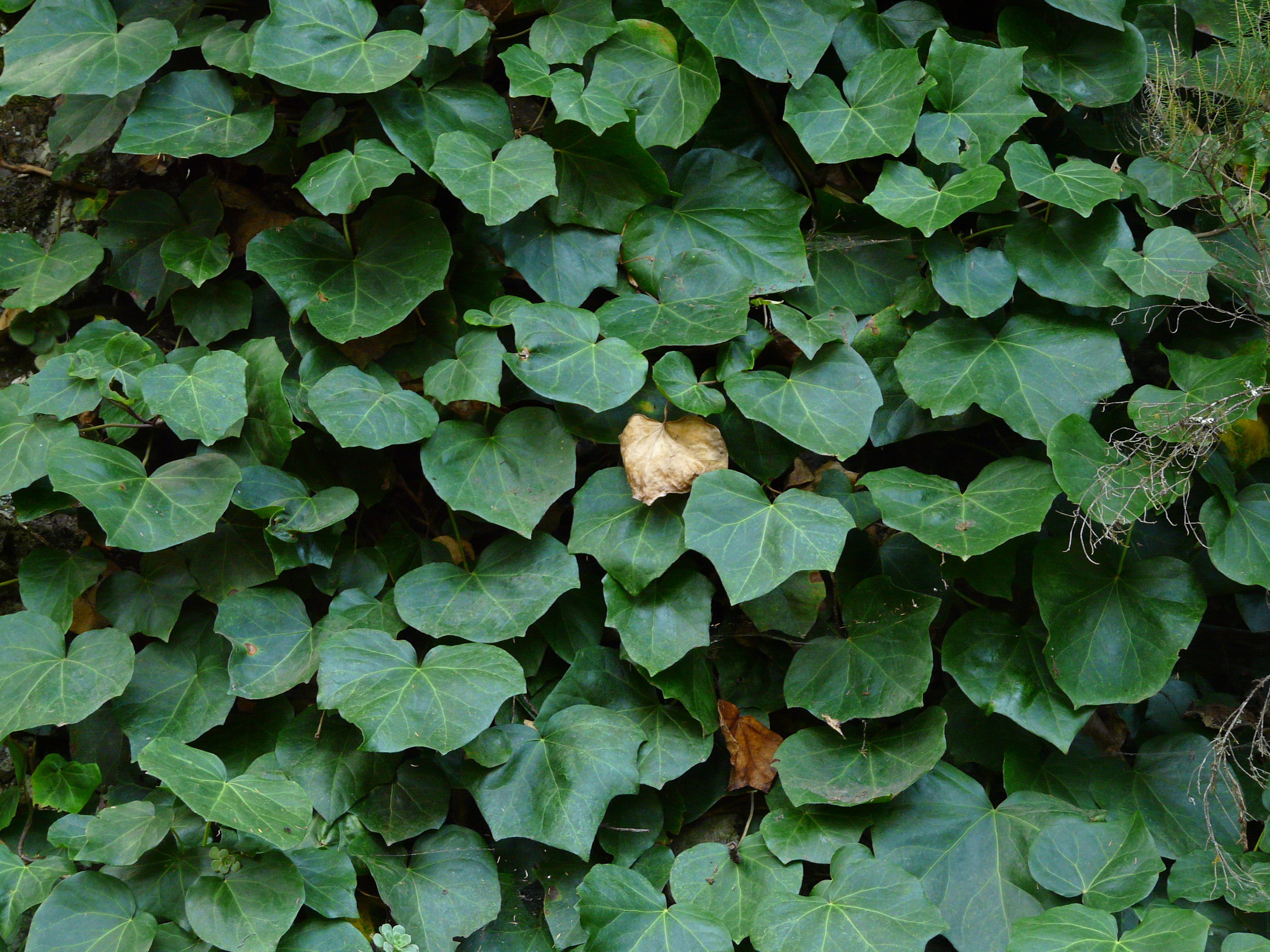
Mladé lístky břečťanu Hedera canariensis, La Gomera, Kanárské ostrovy

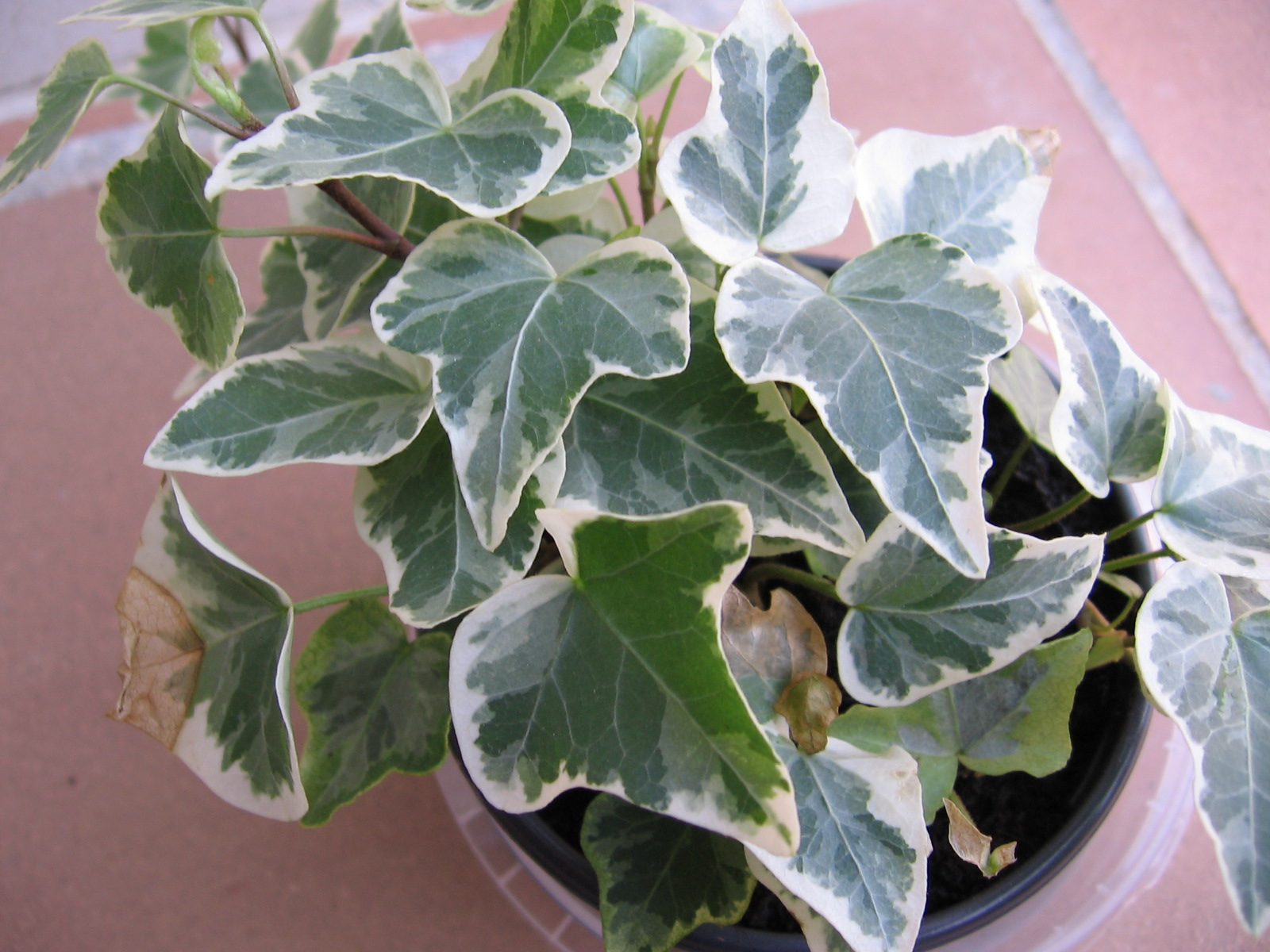
Břečťan Hedera algeriensis

Následovné druhy jsou široce uznávané a rozděleny do dvou skupin v závislosti na tvaru trichomů nacházejících se na spodní straně listů.
- Šupinkovité trichomy
  - Hedera algeriensis Hibberd – břečťan alžírský. Alžír, Tunis.
  - Hedera canariensis Willd. – Kanárské ostrovy.
  - Hedera colchica (K.Koch) K.Koch – perský břečťan. Alborz, Kavkaz, Turecko.
  - Hedera cypria McAllister – (syn. H. pastuchovii poddruh cypria (McAll.) Hand). Kypr (pohoří Troodos)
  - Hedera iberica (McAllister) Ackerfield & J.Wen – JZ Pyrenejský poloostrov.
  - Hedera maderensis – Madeira.
  - Hedera maroccana McAllister – Maroko.
  - Hedera nepalensis K.Koch – Himálaj, JZ Čína.
  - Hedera pastuchowii G.Woronow – Alborz, Kavkaz.
  - Hedera rhombea (Miq.) Siebold ex Bean – Japonsko, Korea, Tchaj-wan.
- Hvězdovité trichomy
  - Hedera azorica Carrière – Azory.
  - Hedera helix L. – břečťan popínavý (syn. H. caucasigena Pojark., H. taurica (Hibberd) Carrière). Evropa, široce rozšířené.
  - Hedera hibernica (G.Kirchn.) Bean – (syn. H. helix subsp. hibernica (G.Kirchn.) D. C. McClint.). Atlantik, západní Evropa.

Jednotlivé druhy břečťanu jsou často alopatrické a sobě blízko příbuzné a mnoho z nich je občasně považované jako pouhé varianty nebo poddruhy břečťanu popínavého (Hedera helix), který byl popsán jako první. Několik dalších druhů bylo popsáno v jižních oblastech původního Sovětského svazu, není na ně ovšem většinou botaniků brán zřetel.
Jediný potvrzený hybrid týkající se břečťanů je mezirodový hybrid Fatshedera lizei, kříženec mezi prodarou japonskou (aralkovité) a břečťanem irským (Hedera hibernica). Tento kříženec byl poprvé představen ve francouzských zahradách v roce 1910 a nebyl již nikdy znovu vyšlechtěn. Jeho existence je udržována vegetativním rozmnožováním. Navzdory blízké příbuznosti mezi Hedera helix a Hedera hibernica (donedávna považováni za stejný druh), žádní kříženci těchto dvou druhů nebyli dosud nalezeni. Hybridizace ovšem mohla hrát roli při evoluci některých druhů tohoto rodu.

## Užití a pěstování

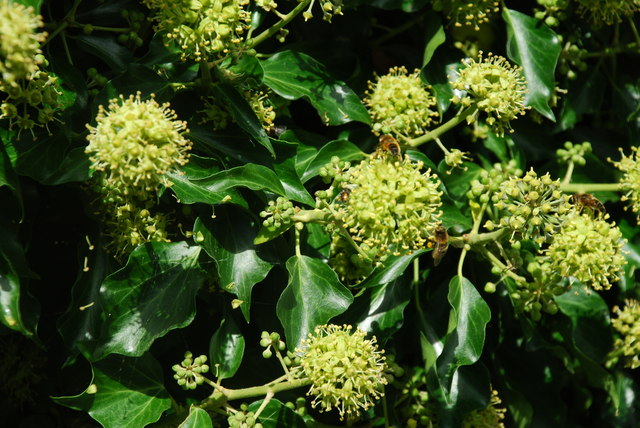
Rozkvetlý břečťan v září vábí pestřenky a další konzumenty nektaru

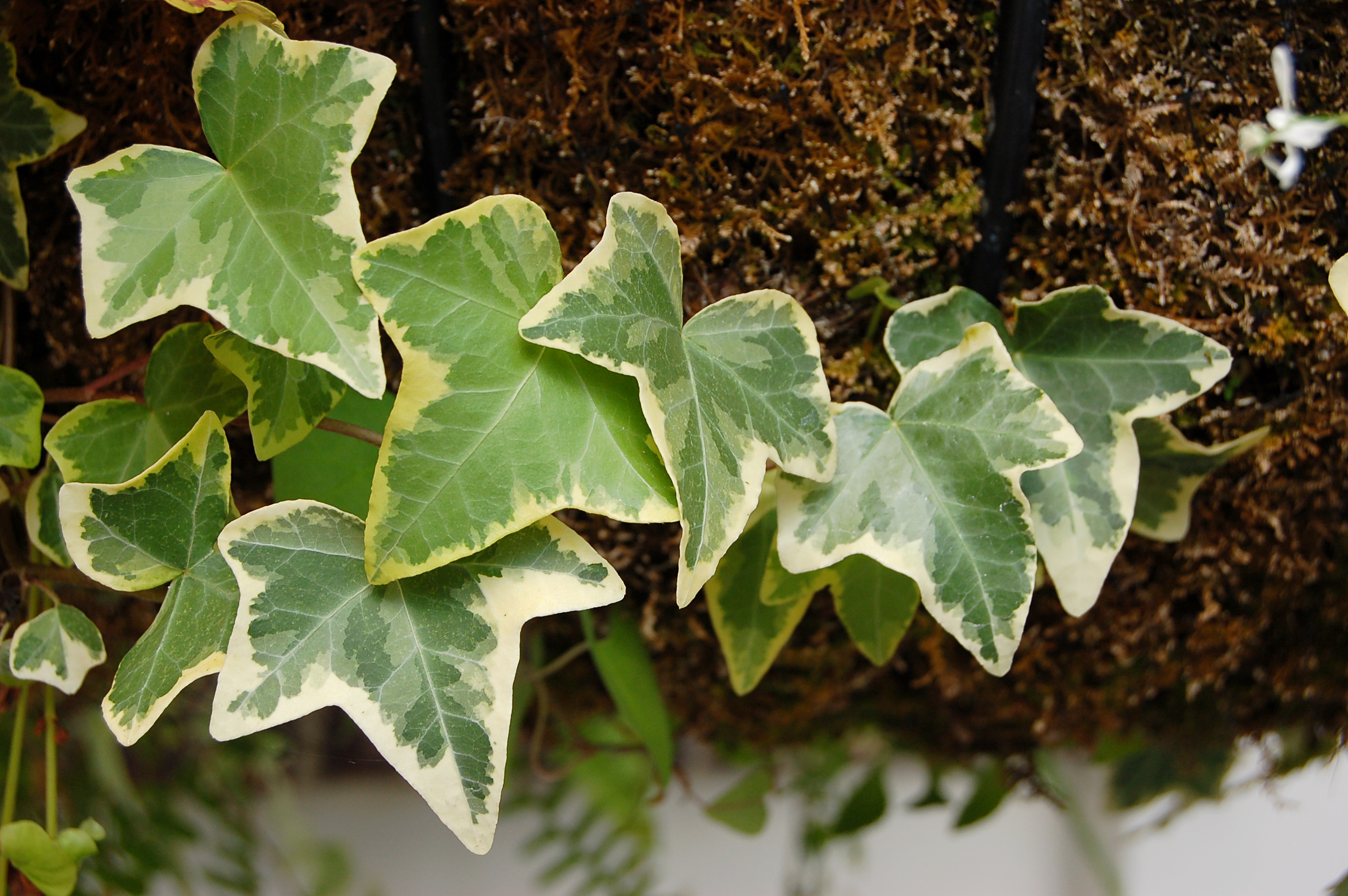
Panašovaný kultivar břečťanu popínavého

Pěstování břečťanu je populární díky jejich schopnosti se přizpůsobit široké škále podnebných podmínek, stálezeleným listům či univerzálnosti díky nízkému vzrůstu a schopnosti upínat se na fasády, ploty a pařezy stromů. Mnoho kultivarů se pro pestré žíhání a neobvyklé tvary listů využívá v zahradnictví jako dekorace. Frank Lloyd Wright je často spojován s příslovím "Doktoři své omyly pohřbívají, architekti je pokrývají břečťanem".

## Problémy a nebezpečí

### Na stromech
Často se diskutuje na téma, zdali břečťany poškozují stromy, na které se pnou. V Evropě je poškozování zanedbatelné[zdroj⁠?!], ačkoliv může docházet ke konkurenci co se týče vody a živin v okolní půdě. Zároveň jsou stromy obtěžkané břečťanovým porostem více náchylné k vývratům. Škody a problémy jsou mnohem znatelnější v Severní Americe, kde je břečťan bez přirozených škůdců a chorob, který jinak brzdí jeho expanzivní růst. Mohutný nárůst na stromě může ohrozit jak jeho strukturální pevnost, tak i schopnost fotosyntézy, což povede buď přímo k úhynu nebo k dostatečnému oslabení, které využije případná choroba, či škůdce.

### Na zdech
Existují obavy ohledně poškození skládaného kamene, cihel, kamenům s maltou a štukovaných omítek vzdušnými kořeny a přirůstáním kmínku k podkladu. Kamenná zeď, pokud je ponechána napospas břečťanu, může být vážně poškozena, či zničena není-li nijak udržována, na druhou stranu cihlová, maltovaná, či zeď s štukovanou omítkou jsou nejen v bezpečí před vzdušnými kořeny břečťanu, ale jsou i chráněny samotným břečťanem před nepříznivým počasím. Přesto, nachází-li se v fasádě trhlina či jiná nedokonalost, vzdušné kořeny mohou omítkou prorůst a zeď poškodit, následovné odstranění břečťanu je nejen obtížné, může i ještě více poškodit již tak narušenou vrstvu. Moderní malty často obsahují portlandský cement s malým obsahem vápna a jsou silnější než dříve používané malty složené pouze z písku a vápna. Štukované omítky a fasády mohou být poškozeny nejen po estetické stránce odstraněním břečťanu, ale mohou nastat i problémy s těsněním. Břečťan také způsobuje řadu problémů pro dřevěné budovy, kde pak škodu působí přímo, rozšiřováním škvír a puklin mezi prkny, čímž dochází k destabilizaci stavby nebo napomáhá dalšímu poškozovaní, kdy vzdušné kořeny narušují povrch dřeva a usnadňují pronikání vzdušné vlhkosti a hub, což má za následek urychlení procesu hniloby a následný rozpad.

### Invazní dominance
Některé druhy břečťanu se staly jak velmi invazními rostlinami, které ohrožují přirozeně se vyskytující se druhy, tak i plevelem v zahradách západních a jižních koutů Severní Ameriky s mírnější zimou. Břečťan totiž vytváří hustý, dusivý, stín snášející, stálezelený pokryv země, který se může rozšířit velmi rychle přes velké prostranství a vytlačit původní vegetaci díky podzemním kořenům i nadzemním výhonkům. V Kalifornii se běžně břečťan využívá jako okrasná rostlina, v ostatních státech USA jsou obyvatelé spíše odrazováni od jeho pěstování, a v některých oblastech je přímo zakázáno. Podobné problémy existují i v Austrálii. V obou zemích se vůči suchu odolné severoafrické druhy H. canariensis,H. algeriensis a H. helix původně pěstovaly pouze v parcích, zahradách a okolo dálnic, následně se však staly vážným problémem v lesích u pobřeží. Na likvidaci invazního břečťanu a obnovu původního ekosystému jsou spouštěny nákladné programy.

### Toxicita
Bobule břečťanu jsou pro lidi mírně jedovaté, vzhledem k jejich velmi hořké chuti však k otravám dochází jen velmi výjimečně. Listy obsahují terpen, saponin, a falcarinol, který může některým lidem způsobit alergickou reakci (kontaktní dermatitidu). Osoby, které trpí touto alergií, budou pravděpodobně také podobně reagovat na mrkev a další členy čeledi miříkovitých, protože také obsahují falcarinol. Došlo i k případu, kdy byl schopen zahubit rakovinné buňky

## Etymologie a další názvy
Jméno břečťan se také často používá jako obecné označení pro některé nepříbuzné rostliny jako například psí víno (loubinec trojlaločný z čeledi révovitých) nebo jedovatý břečťan (jedovatec kořenující z čeledi ledvinovníkovitých),

## Břečťan v mýtech a folklóru
Kromě dnešních parků a zahrad našel břečťan své místo i v mnoha mýtech a lidových příbězích. Asi nejznámějším příkladem je spojení břečťanu s římským bohem vína Bacchem, který je často zobrazován vínem a věncem břečťanu, jenž sloužil jako protiváha k alkoholu, protože při svaření s vínem údajně vznikal odvar schopný zmírnit opilost návštěvníků oslav na počest právě boha vína. Toto spojení se zachovalo po dlouhou dobu neboť mnoho hostinců ve středověku mělo okolo vchodů ať už živý břečťan nebo alespoň jeho vyobrazení, jako symbol dobrého vína.
Břečťan se také často objevuje ve folklóru na Britských ostrovech, kde má ovšem poněkud rozpolcené postavení. Mnohdy břečťan obrůstající obydlí znamenal předpověď zničení obydlí a ztrátu dalšího majetku obyvatele onoho stavení. Na druhou stranu, a to tedy především v oblasti Skotské vysočiny, byly břečťanu přisuzovány ochranné schopnosti, hlavně proti čarodějnicím a různým uhranutím. Obyvatelé si pak nechali záměrně obrůstat obydlí břečťanovým porostem nebo alespoň symbolicky připevnili břečťanový výhon nade dveře.
Na Balkánském poloostrově měl břečťan podobnou funkci, kde byl používán k vyhledávání čarodějnic. Z něj se zde dokonce vyráběly nádoby na pití a pokud se žena odmítala z něj napít, byla prohlášena za čarodějnici.

## Galerie

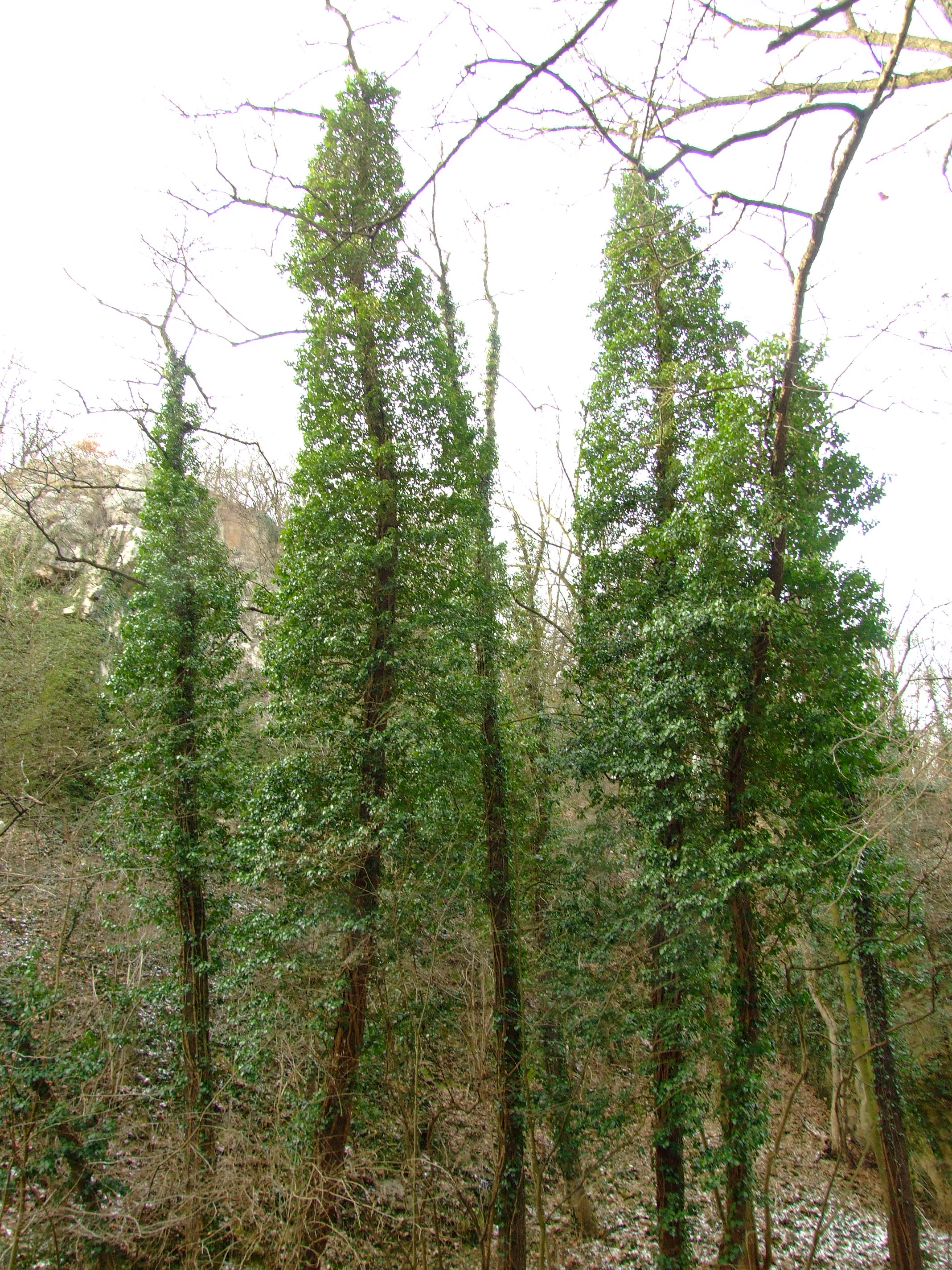
Břečťan popínavý na stromech poblíž Srbska, Česká republika
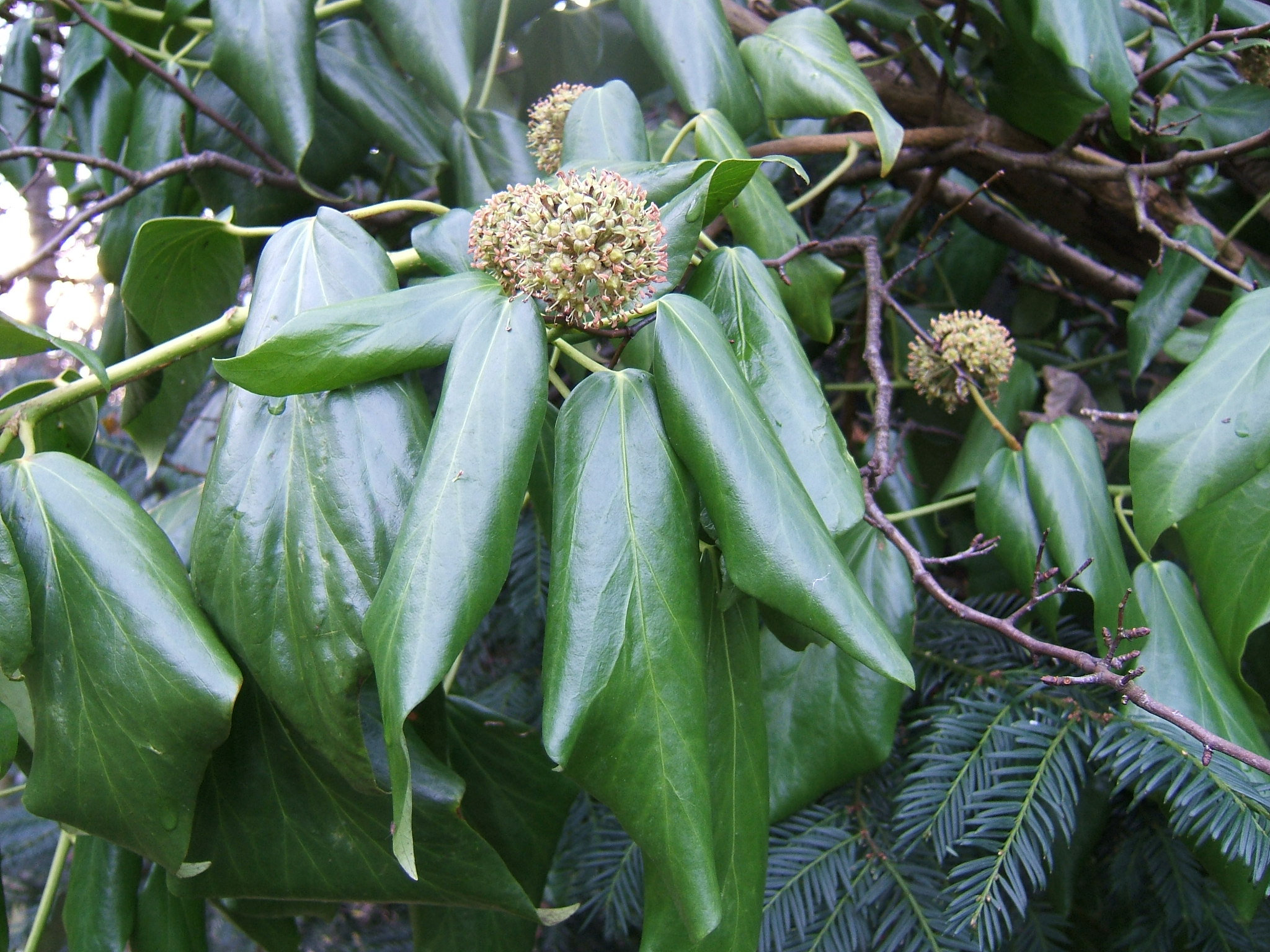
Listy a květy břečťanu Hedera colchica
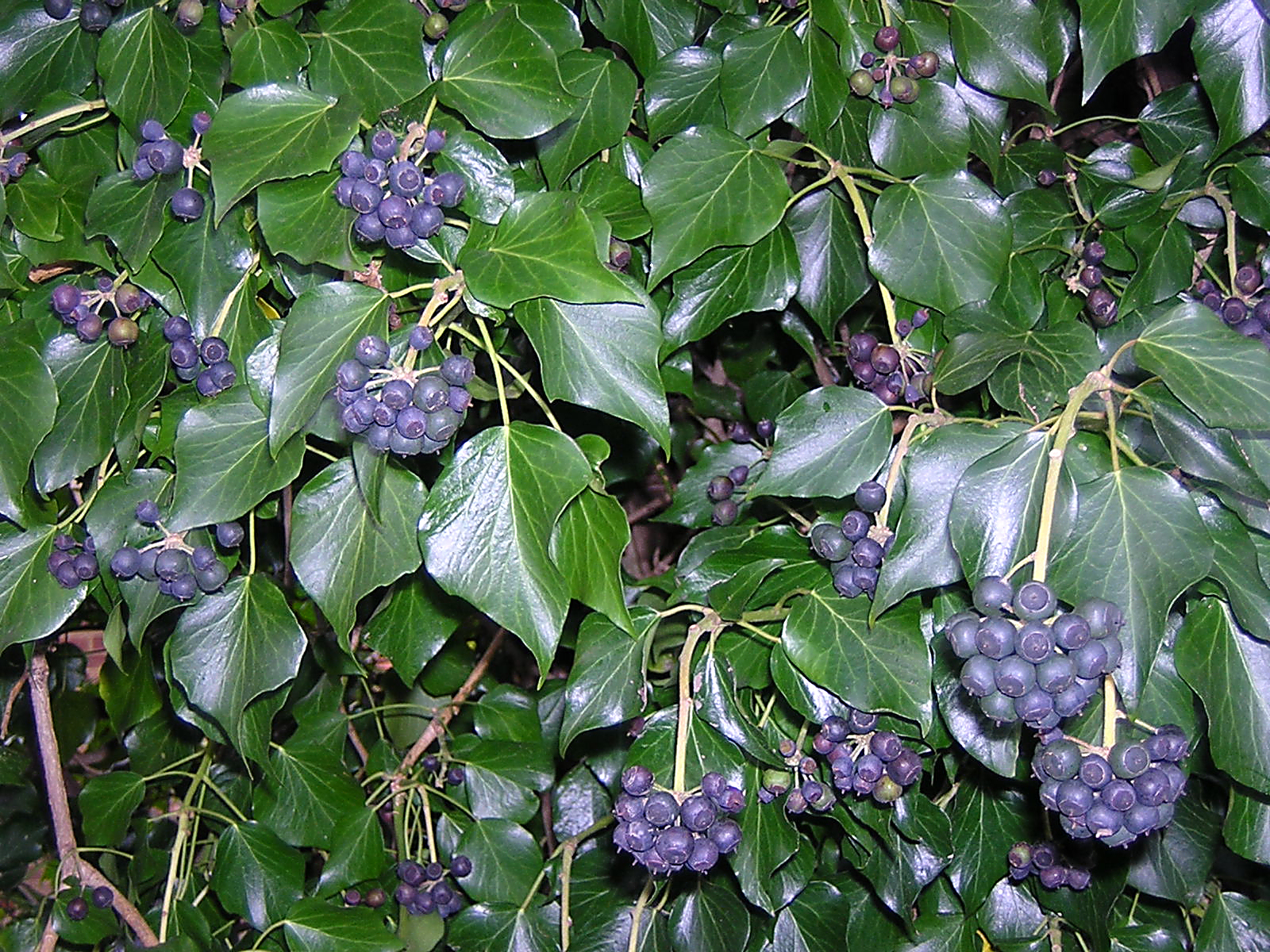
Hedera hibernica s bobulemi
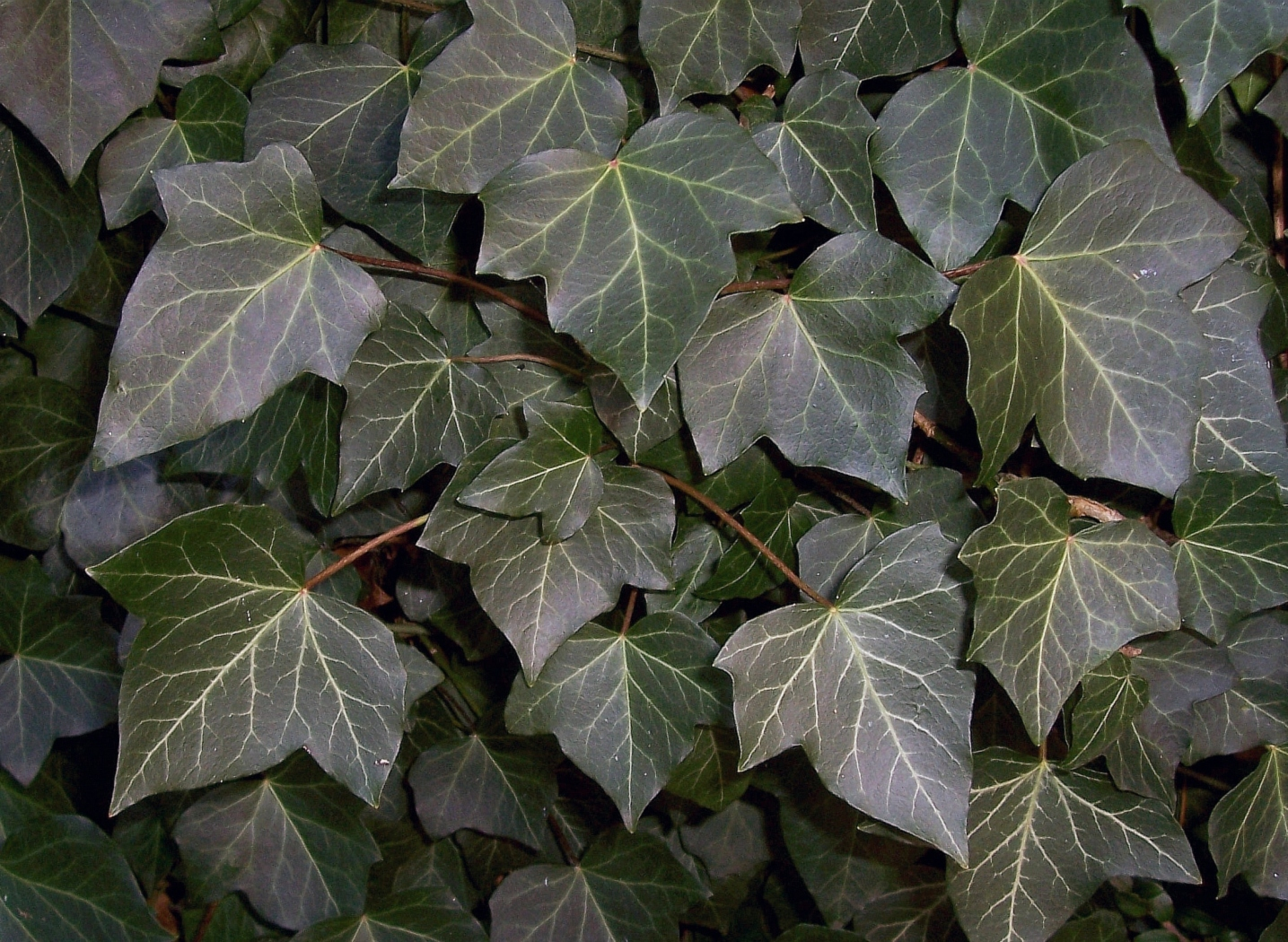
Listy břečťanu popínavého, Bremerhaven
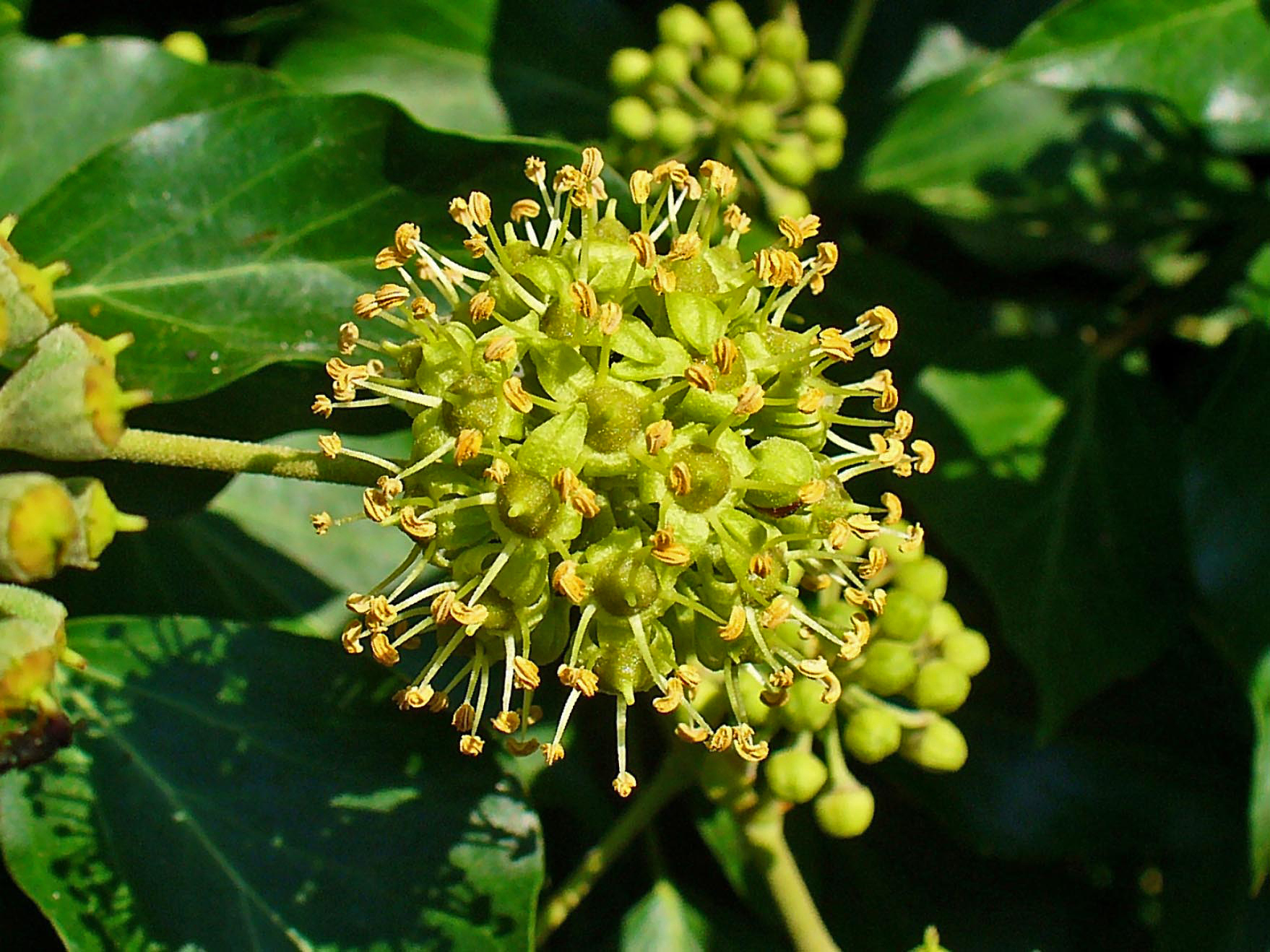
Květenství břečťanu popínavého

## Možnost záměny
- Delairea odorata – "německý břečťan“ (German ivy)
- Parthenocissus tricuspidata – loubinec trojlaločný (psí víno)
- Plectranthus verticillatus – "švédský břečťan“ (Swedish ivy)
- Toxicodendron radicans – jedovatec kořenující (jedovatý břečťan)